# Justin Nozuka

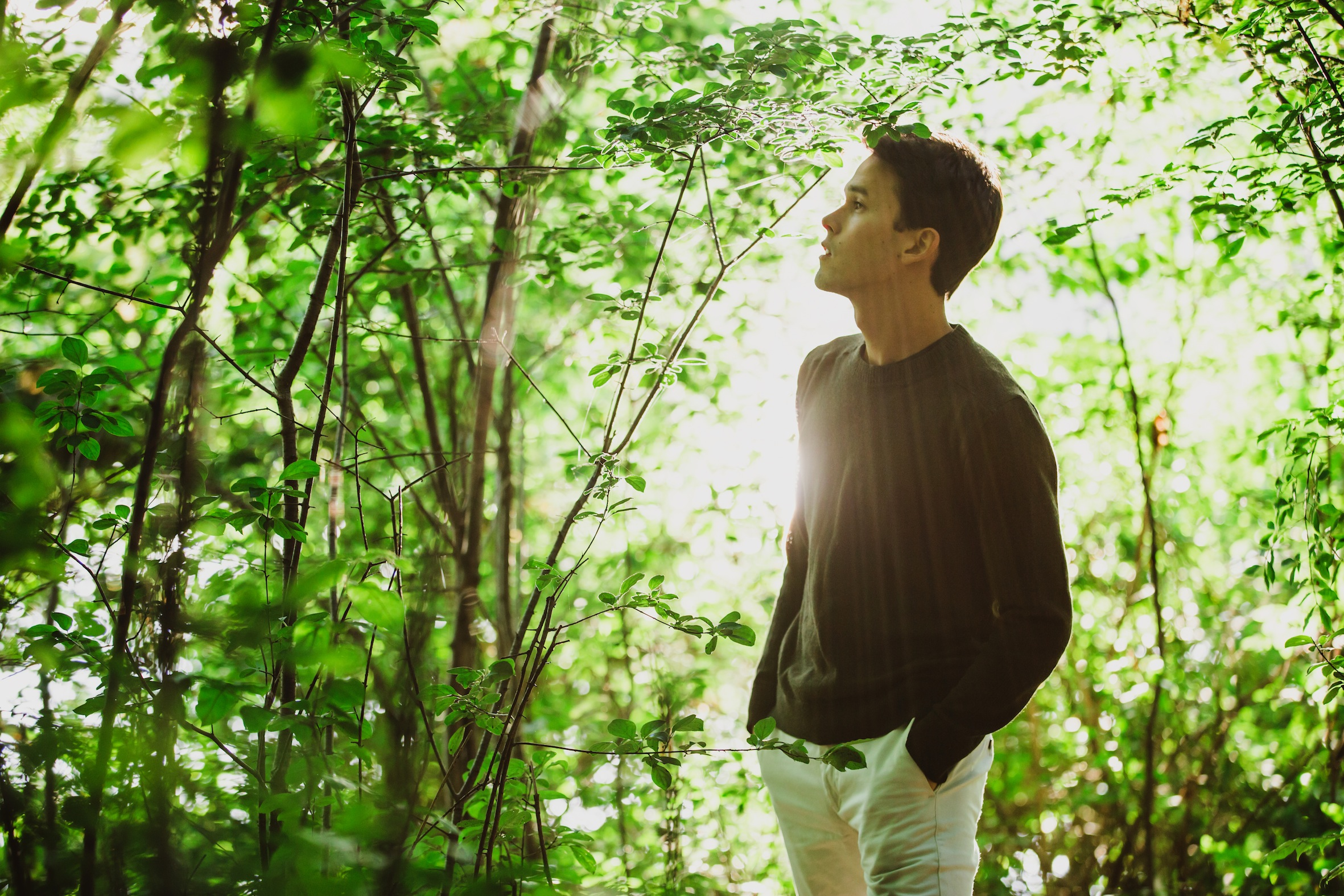
Justin Nozuka

Justin Tokimitsu Nozuka (* 29. September 1988 in New York) ist ein US-amerikanisch-kanadischer Sänger und Songschreiber mit Einflüssen aus Blues und Soul.

## Werdegang
Das erste Album von Nozuka erschien im Jahr 2006 bei einem kleineren Musiklabel, weil Nozuka eine Bindung mit Universal Records abgelehnt hatte, da er befürchtete, seine Freiheit sowie die Rechte an seiner Musik zu verlieren. Der Albumname Holly ist zugleich der Name seiner Mutter, die Lieder darauf sind von Nozuka selbst geschrieben und komponiert worden. Ältere Lieder wie Supposed To Grow Old hatte er im Alter von 15 Jahren geschrieben. Am 16. Oktober 2007 erschien außerdem die CD Borrowed Tunes II: A Tribute to Neil Young, hier waren verschiedene, kanadische Künstler mit Coverversionen von Neil Young zu finden. Nozuka steuerte bei dieser CD den Song Bad Fog of Loneliness bei.
Im Jahr 2007 ging Nozuka auch außerhalb Nordamerikas auf Tour, sein Debütalbum erschien im selben Jahr auch in Deutschland. Im April 2008 war er Supportact der kanadischen Rockband Simple Plan.
Sein Titel After Tonight erreichte bei Erscheinen als Single im Jahr 2009 die deutschen Singlecharts (Platz 93). Größere Bekanntheit erlangte er durch die Interpretation von Roman Lob während des Eurovision Castings Unser Star für Baku. Nach der Ausstrahlung erreichte After Tonight Platz 51 der offiziellen Charts.
Nozuka lebt in Toronto und ist der Neffe des US-amerikanischen Schauspielers Kevin Bacon.

## Diskografie

### Alben
- 2007: Holly
- 2010: You I Wind Land and Sea
- 2014: Ulysees
- 2018: Run to Waters

### Singles
- 2008: Mr. Therapy Man
- 2009: After Tonight
- 2010: My Heart Is Yours
- 2014: Right By You
- 2017: High Tide

### Musikvideos
- 2007: Mr. Therapy Man
- 2007: Criminal
- 2008: Be Back Soon
- 2009: Golden Train
- 2009: After Tonight
- 2010: My Heart Is Yours
- 2010: Heartless
- 2011: Gone
- 2014: Right By You